# Nogometna reprezentacija Sjevernih Frizijaca iz Njemačke
Nogometna reprezentacija Sjevernih Frizijaca iz Njemačke predstavlja nacionalnu manjinu iz Njemačke, iz Sjeverne Frizije, Sjevernih Frizijaca, govornika istoimenog jezika.
Trenutačni izbornik: 

Osnovana:

## Sudjelovanja na natjecanjima
Sudionici su Europeade, europskog prvenstva nacionalnih manjina koje se održalo u Švicarskoj od 31. svibnja do 7. lipnja 2008.

U svojoj skupini su osvojili četvrto mjesto, iza treće mjesto, što im nije omogućavalo prolazak dalje. Iz njihove skupine su bili kasniji osvajači odličja, srebrna Nogometna reprezentacija hrvatske manjine u Vojvodini i brončana, nogometna reprezentacija Roma iz Mađarske.

## Vanjske poveznice i izvori
- (njem.) Europeada Službene stranice Europeade 2008.
- (njem.) Europeada  Arhivirana inačica izvorne stranice od 5. srpnja 2008. (Wayback Machine) Brošura (PDF)
- Flickr[neaktivna poveznica] Sj. Frizijci iz Njemačke na Europeadi 2012.